# Boeing Vertol CH-113 Labrador

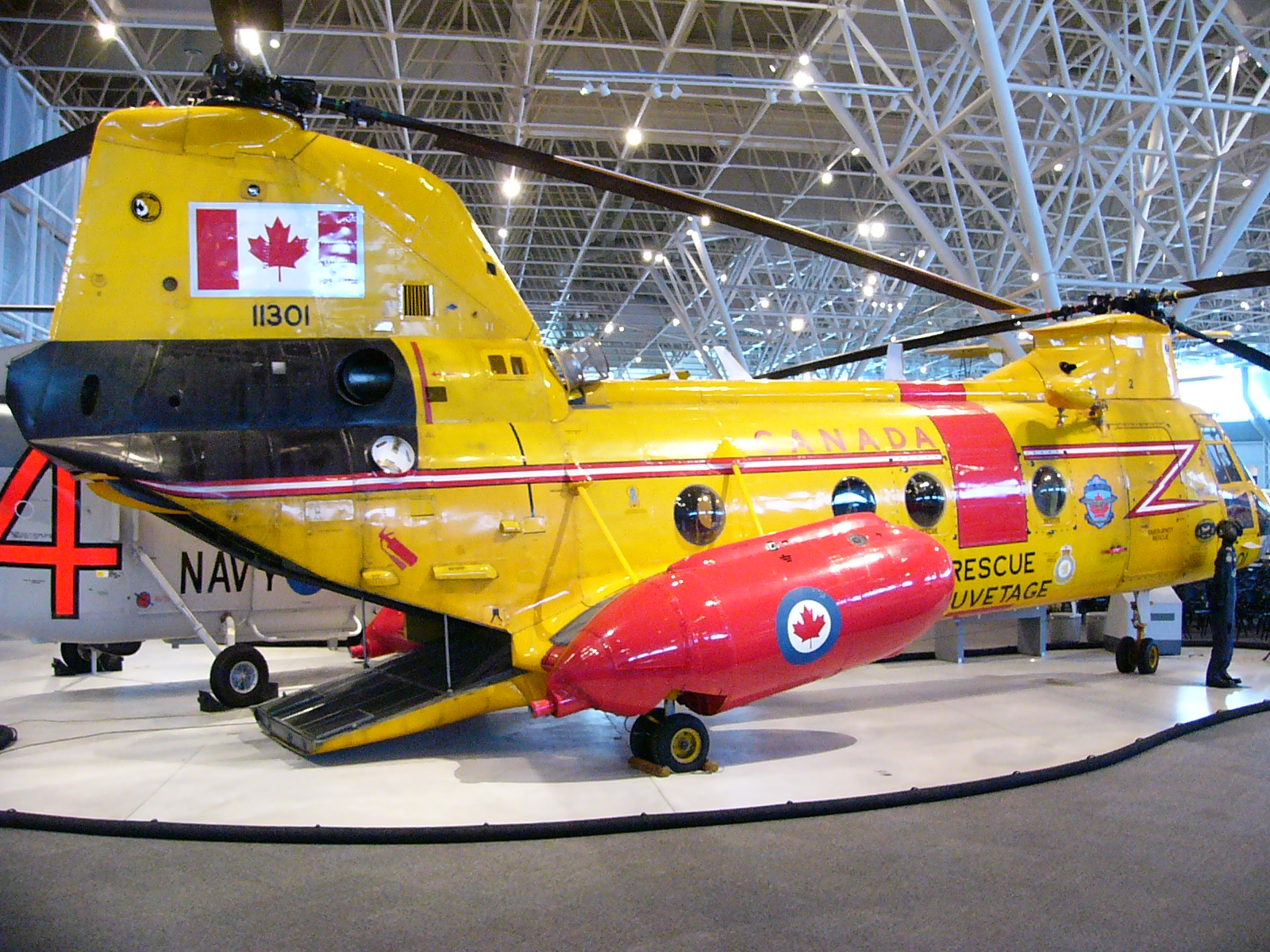
CH-113 Labrador 11301 mostrando rampa trasera.

El CH-113 Labrador fue una versión canadiense del helicóptero estadounidense CH-46 Sea Knight fabricado por Boeing Vertol. Fue un helicóptero bimotor de doble rotor usado para operaciones de búsqueda y rescate (SAR) desde 1962 hasta 2004.

## Diseño y desarrollo
La Royal Canadian Air Force (Real Fuerza Aérea Canadiense) y el Ejército Canadiense adquirió el primer CH-113A Voyageur para usarlo como helicóptero de transporte mediano, en el año 1960, al mismo tiempo que el CH-147 Chinook fue adquirido como un helicóptero de transporte pesado.
Después de 1968 la unificación de las Fuerzas Canadienses, que vio el ejército y RCAF disuelta; el modelo CH-46 Sea Knight fue seleccionado como el helicóptero de tr ansporte mediano, para aumentar la flota. Adopta la designación de Labrador, la flota existente Voyageur fue convertida en Sea Knight(Caballero del Mar) con especificaciones, todo nuevo y renovaciones retenidas en el avión, es designado CH-113. La creación de Air Command (AIRCOM) en 1975 designó al Labrador funciones en la flota aire-mar SAR.

## Operadores
Canadá
- Fuerzas Canadienses
- Ejército Canadiense
- Real Fuerza Aérea Canadiense

 Estados Unidos
- Columbia Helicopters

## Reemplazo
En las Fuerzas Canadienses fueron reemplazados por helicópteros AgustaWestland CH-149 Cormorant, y 8 de los CH-113 Labrador fueron adquiridos por Columbia Helicopters.

## Especificaciones (CH-46 Sea Knight)
Referencia datos: RCAF.com y Canada Aviation and Space Museum

### Características generales
- Tripulación: 5 (2 pilotos, 1 ingeniero de vuelo, 2 técnicos SAR)
- Capacidad: 26 pasajeros
- Longitud: 25,7 m
- Diámetro rotor principal: 15,54 m
- Altura: 5,1 m
- Área circular: 379 m²
- Peso vacío: 5.104 kg
- Peso cargado: 9.706 kg
- Planta motriz: 2× turboeje General Electric T58-GE-85.
  - Potencia: 1007 kW (1350 HP; 1369 CV) cada uno.

### Rendimiento
- Velocidad máxima operativa (Vno): 274 km/h (170 MPH; 148 kt)
- Alcance en ferry: 1110 m (3642 ft)
- Techo de vuelo: 3180 m (10 433 ft)
- Régimen de ascenso: 7,8 m/s (1526 ft/min)
- Carga del rotor: 22 kg/m²
- Potencia/peso: 0,24 kW/kg

### Desarrollos relacionados
- CH-46 Sea Knight
- CH-47 Chinook

### Secuencias de designación
- Aeronaves de las Fuerzas Canadienses: ← CSR-110 • CF-111 • CH-112 • CH-113 • CT-114 • CC-115 • CF-116 →